# Blasones y escudos de Aras de los Olmos
Los blasones y escudos de Aras de los Olmos, que se encuentran distribuidos por diferentes lugares de la población, son bien de interés cultural, inscritos mediante declaración genérica.

## Ubicación
En las calles de Aras de los Olmos se encuentran viviendas con arcos de piedra del siglo XVI, típicas en la población.
En la calle de la Sangre se halla un resto de los muros de la derruida Casa Abadía donde podemos apreciar el arco y el escudo heráldico que en su día presidió esta vivienda y frente a ella la Ermita de la Sangre del Santo Cristo. Declarada bien de interés cultural, se cree que es muy anterior al siglo XVII, aunque así figure en la ménsula.
La Casa del Balcón de Esquina o Casa de los Monterde, en la calle Caballeros (antigua calle de la nobleza) es de señalar por su balcón del siglo XVIII, situado en la casa del recaudador de impuestos denominada en su época Casa de los Monterde, y que en la actualidad está dividida en tres viviendas y es de propiedad privada. Balcón típicamente aragonés, ejemplo de la repoblación de Aras tras la reconquista de Jaime I con aragoneses. Está rematado en la pared por un escudo de piedra maciza. El interior de la habitación del balcón de esquina está decorado en estilo isabelino.
También en la calle Caballeros puede verse un escudo moderno (lleva fecha de 1819), al parecer cerámico, de la familia Martínez de la Raga que, aunque muy esquemático y desvirtuado con los cuarteles cambiados, se corresponde con otros más antiguos del linaje, labrados en piedra, en diferentes edificios que les pertenecieron.
Las casas blasonadas se encuentran también en la calle de la Fuente Grande.